# Siglas navales
Un acrónimo naval es una combinación de letras, usualmente abreviaturas, usadas al principio del nombre de un buque civil o militar que históricamente ha servido para numerosos propósitos, como identificar el modo de propulsión, el propósito o la propiedad / nacionalidad del barco. En el entorno moderno, los prefijos se usan de manera inconsistente en el servicio civil, sin embargo, en el servicio gubernamental, el prefijo de los barcos rara vez falta debido a las regulaciones gubernamentales que dictan que un cierto prefijo esté presente. 
Hoy en día, la práctica común es utilizar un prefijo único para todos los buques de guerra de la armada de una nación y otros prefijos para los auxiliares y los buques de servicios aliados, como los guardacostas. Por ejemplo, la marina moderna de los Estados Unidos adopta el prefijo "USS" - United States Ship. Sin embargo, no todas las marinas usaban prefijos; esto incluye las armadas importantes de China, Rusia, Francia o España (aunque tanto Francia como España tienen una designación de la OTAN para su prefijo naval, que son respectivamente FS  y SNS)

## Utilización
Históricamente, los prefijos de los buques incluían el modo de propulsión de los buques en lengua inglesa, como "SS" (screw steamer, vapor de hélice), "MV" (motor vessel, buque a motor), o "PS" (paddle steamer, Vapor de ruedas).
Alternativamente, podían indicar el tipo de uso del buque como por ejemplo "RMS" (Royal Mail Ship Buque de correo Real), o "RV" (Buque de investigación).
En estos días, los prefijos civiles generales se usan de manera inconsistente y, con frecuencia, no se usan en absoluto. En términos de abreviaturas que pueden reflejar el propósito o la función de un barco, la tecnología ha introducido una amplia variedad de barcos con nombres diferentes en los océanos del mundo, tales como; "LPGC" (Liquified petroleum gas carrier transporte de gas licuado de petróleo), o "TB" (tug-boat, remolcador) o "DB" (derrick barge, barcaza de perforación). Sin embargo, en muchos casos, estas abreviaturas se utilizan para una identificación legal puramente formal y no se utilizan coloquialmente ni en el entorno laboral diario.
En términos de embarcaciones utilizadas por los servicios armados de las naciones, los prefijos reflejan principalmente la propiedad, pero también pueden indicar el tipo o propósito de una embarcación como subconjunto. Históricamente, la armada más importante fue la Royal Navy de Gran Bretaña, que usualmente ha usado el prefijo "HMS", que significa "His/Her Majesty's Ship". La Royal Navy también adoptó una nomenclatura que reflejaba el tipo o propósito de un buque, p. Ej. HM Sloop. Las armadas de la Commonwealth adoptaron una variación, con, por ejemplo, HMAS, HMCS y HMNZS pertenecientes a Australia, Canadá y Nueva Zelanda, respectivamente.
En los primeros días de la Marina de los Estados Unidos, las abreviaturas a menudo incluían el tipo de embarcación, por ejemplo, "USF" (Fragata de los Estados Unidos), pero el presidente Theodore Roosevelt abandonó este método. La Orden Ejecutiva n.º 549 de 1907 que convirtió a "United States Ship" (USS) en el significante estándar para los buques USN en servicio activo. En la Marina de los Estados Unidos, ese prefijo solo se aplica oficialmente mientras el barco está en servicio activo, y solo se usa el nombre antes o después de un período de servicio y para todos los barcos "en servicio" en lugar del estado de servicio.
Sin embargo, no todas las marinas usaban prefijos; esto incluye las armadas importantes de China, Francia y Rusia.
Desde el siglo XX en adelante, la mayoría de las armadas identifican los barcos por letras o número de casco o una combinación de los mismos. Estos códigos de identificación estaban, y todavía están, pintados en el costado del barco. Cada armada tiene su propio sistema: la Marina de los Estados Unidos usa símbolo de clasificación de casco, y la Royal Navy  y otras armadas de Europa y el Commonwealth usan Número de gallardete (por ejemplo, 'D35' es el destructor 35 - HMS  Dragon ).
Estas tablas enumeran los prefijos actuales e históricos que se sabe que se han utilizado.

## Acrónimos de navíos civiles

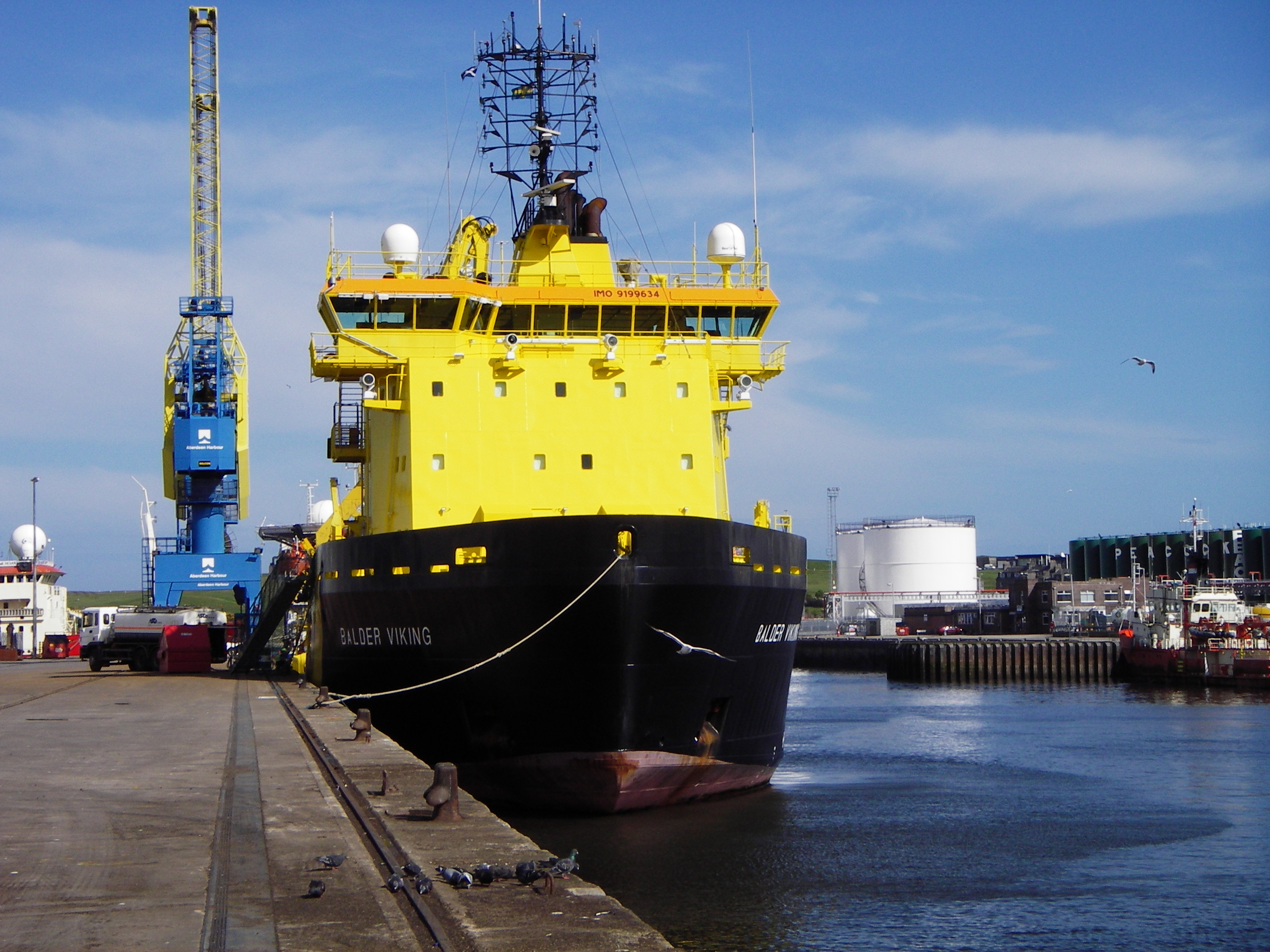
AHTS Balder Viking

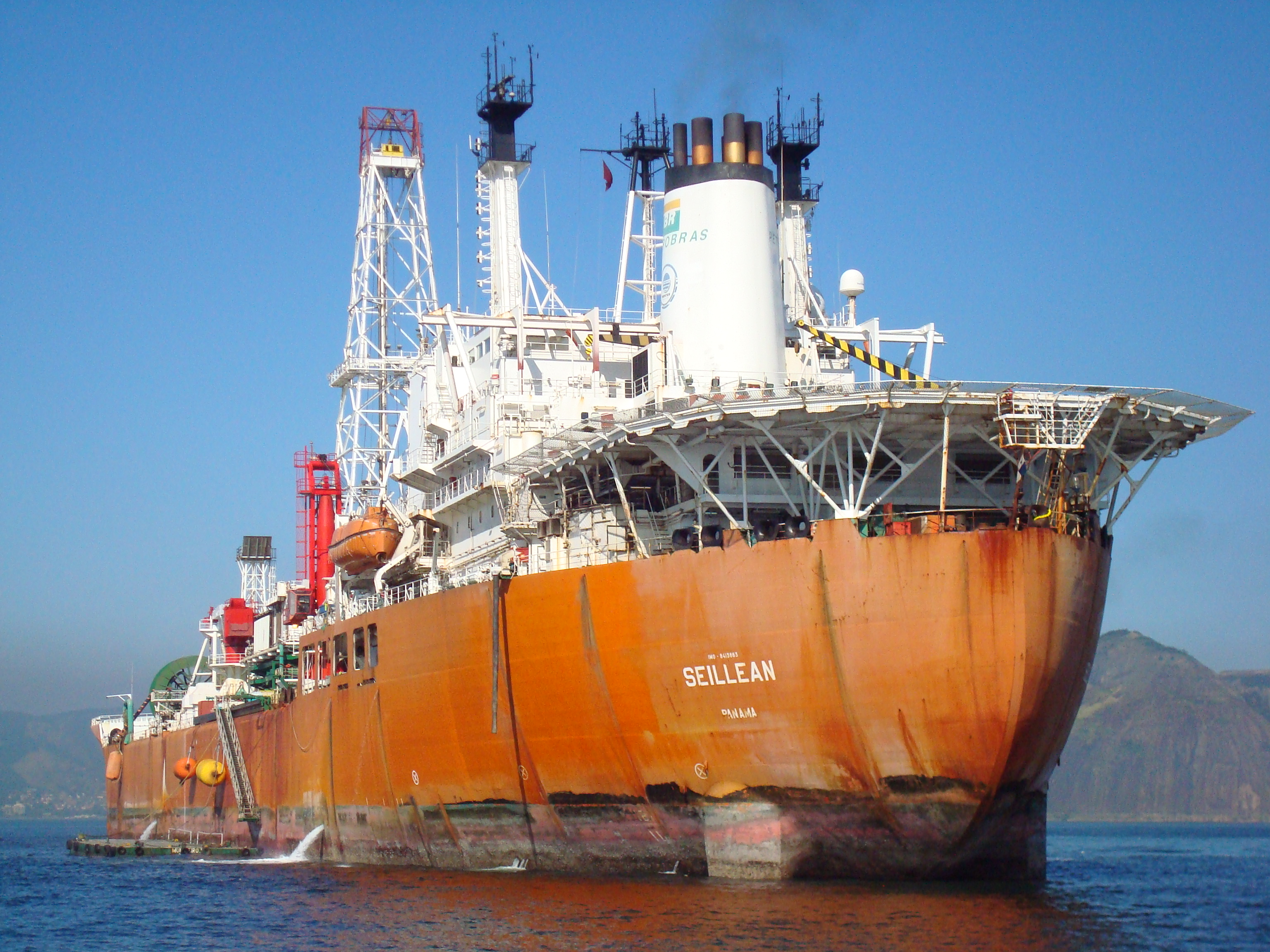
FPSO Noble Seillean

Estos prefijos son generalmente utilizados por buques mercantes de cualquier nacionalidad.
| Prefijo  | Significado                                                                                      | Traducción                                                                                         |
| -------- | ------------------------------------------------------------------------------------------------ | -------------------------------------------------------------------------------------------------- |
| AE       | Ammunition ship                                                                                  | Barco de amunicionamiento                                                                          |
| AFS      | Combat stores ship                                                                               | Buque de aprovininamiento                                                                          |
| AHT      | Anchor handling tug                                                                              | Remolcador de anclado                                                                              |
| AHTS     | Anchor handling tug supply vessel                                                                | Remolcador de anclado                                                                              |
| AO       | United States Navy oiler                                                                         | Petrolero de flota                                                                                 |
| AOG      | Gasoline tanker                                                                                  | Buque gasolinero                                                                                   |
| AOR      | Auxiliary replenishment oiler                                                                    | Buque de aprovisionamiento logístico                                                               |
| AOT      | Transport oiler                                                                                  | Petrolero                                                                                          |
| ASDS     | Autonomous Spaceport Drone Ship                                                                  | Plataforma autónoma de puerto aeroespacial                                                         |
| ATB      | Articulated Tug Barge                                                                            | Barcaza articulada remolcada                                                                       |
| BRP      | Barko ng Republika ng Pilipinas                                                                  | Buque de la República de Filipinas                                                                 |
| CRV      | Coastal Research Vessel                                                                          | Buque de investigación costera                                                                     |
| C/F      | Car ferry                                                                                        | Ro-Ro                                                                                              |
| CS       | Container ship o Cable ship                                                                      | Portacontenedores o Barco cablero                                                                  |
| DB       | Derrick barge                                                                                    | Buque grúa                                                                                         |
| DEPV     | Diesel Electric Paddle Vessel                                                                    | buque diésel-eléctrico de ruedas                                                                   |
| DLB      | Derrick Lay Barge                                                                                | |
| DCV      | Deepwater Construction Vessel                                                                    | Buque de construcción de aguas profundas                                                           |
| DSV      | Diving support vessel o deep-submergence vehicle                                                 | Buque de apoyo al buceo o vehículo de inmersión profunda                                           |
| DV       | Dead vessel                                                                                      | |
| ERRV     | Emergency Response Rescue Vessel                                                                 | Buque de respuesta de rescate a emergencias                                                        |
| EV       | Exploration Vessel                                                                               | Explorador                                                                                         |
| FPSO     | Floating production storage and offloading vessel                                                | |
| FPV      | Free Piston Vessel                                                                               | |
| FPV      | Fishery Protection Vessel                                                                        | Buque de protección pesquera                                                                       |
| FT       | Factory Stern Trawler                                                                            | Buque factoría de pesca                                                                            |
| FV       | Fishing Vessel                                                                                   | Barco pesquero                                                                                     |
| GTS      | Gas Turbine Ship                                                                                 | Buque propulsado por turbinas de gas                                                               |
| HLV      | Heavy lift vessel                                                                                | Buque de carga pesada                                                                              |
| HMT      | Hired military transport (en desuso)                                                             | Transporte militar contratado                                                                      |
| HMHS     | Her(/His) Majesty's Hospital Ship                                                                | Buque hospital de su majestad                                                                      |
| HSC      | High Speed Craft                                                                                 | Buque de alta velocidad                                                                            |
| HSF      | High Speed Ferry                                                                                 | Ferri de alta velocidad                                                                            |
| HTV      | Heavy transport vessel                                                                           | Buque de transporte pesado                                                                         |
| IRV      | International Research Vessel                                                                    | Buque de investigación internacional                                                               |
| ITB      | Integrated Tug barge                                                                             | Remolcador barcaza integrado                                                                       |
| LB       | Liftboat                                                                                         | Buque elevador                                                                                     |
| LNG/C    | Liquefied natural gas carrier                                                                    | Metanero                                                                                           |
| LPG/C    | Liquefied petroleum gas carrier                                                                  | |
| MF       | Motor ferry                                                                                      | Ferry con propulsión a motor                                                                       |
| MFV      | Motor fishing vessel (principalmente la Reserva Naval Real del Reino Unido)                      | Barco de pesca a motor                                                                             |
| MS (M/S) | Motor ship (intercambiable con MV)                                                               | Buque propulsado por motor                                                                         |
| MSV      | Multipurpose support/platform supply vessel                                                      | Buque multiproposito de apoyo/Buque de suministro de plataforma                                    |
| MSY      | Motor Sailing Yacht                                                                              | Yate de vela con motor                                                                             |
| MT       | Motor Tanker                                                                                     | Buque cisterna/tanque                                                                              |
| MTS      | Marine towage and salvage/tugboat                                                                | Remolque y salvamento marino / Remolcador                                                          |
| MV (M/V) | Motor Vessel (intercambiable con MS)                                                             | Buque propulsado por motor                                                                         |
| MY (M/Y) | Motor Yacht                                                                                      | Yate a motor                                                                                       |
| nb       | Narrowboat                                                                                       | buque estrecho                                                                                     |
| NRV      | NATO Research Vessel                                                                             | Buque de investigación de la OTAN                                                                  |
| NS       | Nuclear ship                                                                                     | buque de propulsión nuclear                                                                        |
| OSV      | Offshore supply vessel                                                                           | Buque de suministro Offshore                                                                       |
| PS       | Paddle steamer                                                                                   | Vapor de ruedas                                                                                    |
| PSV      | Platform supply vessel                                                                           | Buque de apoyo a plataformas                                                                       |
| QSMV     | Quadruple screw motor vessel                                                                     | Buque con cuatro hélices                                                                           |
| QTEV     | Quadruple turbo electric vessel                                                                  | Buque eléctrico con cuatro propulsores                                                             |
| RMS      | Royal Mail Ship or Royal Mail Steamer                                                            | Buque del correo real                                                                              |
| RNLB     | Royal National Lifeboat                                                                          | Royal National Lifeboat Institution                                                                |
| RRS      | Royal Research Ship                                                                              | Buque real de investigación                                                                        |
| RV / RSV | Research vessel                                                                                  | Buque oceanográfico                                                                                |
| SB       | Sailing Barge                                                                                    | Barcaza a vela                                                                                     |
| SL       | Steam Launc                                                                                      | |
| SS (S/S) | Single-screw steamship (También se utiliza como término genérico para cualquier barco de vapor.) | Buque a vapor con una hélice                                                                       |
| SSCV     | Semi-submersible crane vessel                                                                    | Grúa flotante semisumergible                                                                       |
| SSS      | Sea Scout Ship                                                                                   | Buque de exploración marítima                                                                      |
| SSV      | Sailing School Vessel, o Submarine and Special Warfare Support Vessel                            | Buque escuela a vela o Buque de apoyo submarino y de guerra especial                               |
| ST       | Steam tug o Steam trawler                                                                        | Remolcador a vapor o Arrastrero a vapor                                                            |
| STS      | Sail training ship                                                                               | Buque escuela a vela                                                                               |
| STV      | Sail Training Vessel o Steam Turbine Vessel                                                      | Buque escuela a velao Buque porpulsado por turbina de vapor                                        |
| SV (S/V) | Sailing Vessel                                                                                   | Buque a vela                                                                                       |
| SY       | sailing yacht o steam yacht                                                                      | Yate a vela o Yate propulsado por vapor                                                            |
| TB       | Tug boat                                                                                         | Remolcador                                                                                         |
| TEV      | Turbine electric vessel                                                                          | Buque con propulsión turboeléctrica                                                                |
| TIV      | Turbine Installation Vessel                                                                      | Buque de instalación de turbinas eléctricas (para la obtención de energía eléctrica eólica-marina) |
| TrSS     | Triple-screw steamship o steamer                                                                 | Buque a vapor con tres hélices o Vapor                                                             |
| TS       | Training Ship o turbine steamship o turbine steam ship                                           | Buque escuela o buque a vapor con turbinas                                                         |
| Tr.SMV   | Triple-Screw Motor Vessel                                                                        | Buque con propulsión a motor con tres hélices                                                      |
| TSMV     | Twin-Screw Motor Vessel                                                                          | Buque con propulsión a motor con dos hélices                                                       |
| TSS      | Twin-screw steamship o steamer                                                                   | Buque con proulsión a vapor con dos hélices o Vapor                                                |
| TST      | Twin-screw tug                                                                                   | Remolcador con doble hélice                                                                        |
| TV       | Training vessel                                                                                  | Buque escuela                                                                                      |
| ULCC     | Ultra Large Crude Carrier                                                                        | Superpetrolero                                                                                     |
| VLCC     | Very Large Crude Carrier                                                                         | Superpetrolero                                                                                     |
| YD       | Yard derrick                                                                                     | Buque grúa                                                                                         |
| YT       | Yard Tug                                                                                         | Remolcador de astillero                                                                            |
| YMT      | Yard Motor Tug                                                                                   | Remolcador de astillero a potor                                                                    |
| YTB      | Yard Tug Big                                                                                     | Remolcador de astillero grande                                                                     |
| YTL      | Yard Tug Little                                                                                  | Remolcador de astillero pequeño                                                                    |
| YTM      | Yard Tug Medium                                                                                  | Remolcador de astillero mediano                                                                    |
| YW       | Water barge, self-propelled                                                                      | Buque aljibe autopropulsado                                                                        |
| YWN      | Water barge, non-propelled                                                                       | Buque aljibe no autopropulsado                                                                     |
| YOS      | Concrete vessel                                                                                  | Barcos de hormigón                                                                                 |

## Acrónimos de marinas de guerra
Lista de acrónimos de los buques de las distintas Armadas. No todos son empleados por la Armada respectiva, y se usan externamente como identificación.
| País                                                      | Servicio | Prefijo                                                                                                  | Significado |
| --------------------------------------------------------- | --- | --- | --- |
| Imperio alemán                                            | Kaiserliche Marine | SM U##                                                                                                   | Seiner Majestät Unterseeboot (Submarino de Su Majestad) |
| Imperio alemán                                            | Kaiserliche Marine | SMS | Seiner Majestät Schiff (Buque de Su Majestad) |
| Imperio alemán                                            | Kaiserliche Marine | SMY | Seiner Majestät Yacht (Yate de Su Majestad) |
| Alemania nazi                                             | Kriegsmarine | — | El prefijo no oficial durante esa época, DKM (Deutsche Kriegsmarine) o KMS (Kriegsmarine Schiffe) es utilizado por algunos autores en la literatura de postguerra, pero nunca fue utilizado por la Kriegsmarine.                               |
| Alemania Occidental                                       | Bundesmarine | FGS | Federal German Ship (Designación OTAN, Alemania Occidental no utilizaba este prefijo) |
| Alemania                                                  | Deutsche Marine | FGS | Federal German Ship (Designación OTAN, Alemania no utiliza este prefijo) |
| Argelia                                                   | Armada Nacional Argelina | ANS | Algerian Navy Ship |
| Argentina                                                 | Armada Argentina | ARA | Armada de la República Argentina |
| Argentina                                                 | Prefectura Naval Argentina | PNA o GC                                                                                                 | Prefectura Naval Argentina o Guardacostas |
| Australia                                                 | Armada Real Australiana | HMAS | His/Her Majesty's Australian Ship/Submarine/Station (Buque/base/submarino australiano de su majestad) |
| Australia                                                 | Armada Real Australiana | NUSHIP                                                                                                   | New Ship/Submarine (aún sin asignar) |
| Australia                                                 | Armada Real Australiana | ADV | Australian Defence Vessel (buques no signados) |
| Australia                                                 | Armada Real Australiana | MSA | Minesweeper Auxiliary (minador auxiliar) |
| Australia                                                 | Servicio de Aduanas y Protección Fronteriza de Australia | ACV | Australian Customs Vessel |
| Australia                                                 | Fuerza fronteriza australiana | ABFC | Australian Border Force Cutter (Cúter de la fuerza de fronteras australiana) |
| Australia (pre-Federación)                                | Armada colonial de Australia | HMCS | His/Her Majesty's Colonial Ship |
| Australia (pre-Federación)                                | Armada colonial de Australia | HMQS | His/Her Majesty's Queensland Ship (Fuerzas de defensa de Queensland) |
| Australia (pre-Federación)                                | Armada colonial de Australia | HMVS | His/Her Majesty's Victorian Ship (Fuerzas navales de Victoria) |
| Imperio austrohúngaro                                     | Armada Austrohúngara | SMS | Seiner Majestät Schiff (Buque de Su Majestad) |
| Bahamas                                                   | Royal Bahamas Defence Force | HMBS | His/Her Majesty's Bahamian Ship (Buque bahameño de Su Majestad) |
| Bangladés                                                 | Guardacostas de Bangladés | CGS | Coast Guard Ship (Buque guardacostas) |
| Bangladés                                                 | Armada de Bangladés | BNS | Bangladesh Navy Ship (Buque naval de Bangladés) |
| Barbados                                                  | Fuerza de defensa de Barbados | HMBS | His/Her Majesty's Barbadian Ship (Buque barbadense de Su Majestad) |
| Bélgica                                                   | Componente Marino del Ejército Belga | BNS | Belgian Naval Ship (Buque militar belga). Prefijo OTAN; Bélgica no usa este prefijo internamente. |
| Brasil                                                    | Marina de Brasil | — | (No existe prefijo oficial; Brasil utiliza prefijos que designan el tipo de buque) |
| Brunéi                                                    | Armada Real de Brunéi | KDB | Kapal Di-Raja Brunei – Buque Real de Brunéi |
| Birmania                                                  | Armada de Myanmar | UMS | Myanmar Sit Yay Yin – Barco de la Unión de Myanmar |
| Bulgaria                                                  | Armada búlgara | BNG | Designación OTAN. Bulgaria no usa este prefijo internamente. |
| Canadá                                                    | Marina Real Canadiense, anteriormente Comando Marítimo de las Fuerzas Canadienses. Canadian Forces Maritime Command                                                                                   | HMCS/NCSM                                                                                                | His/Her Majesty's Canadian Ship / Navire canadien de Sa Majesté (Buque canadiense de Su Majestad) |
| Canadá                                                    | Marina Real Canadiense, anteriormente Comando Marítimo de las Fuerzas Canadienses. Canadian Forces Maritime Command                                                                                   | CFAV/NAFC                                                                                                | Canadian Forces Auxiliary Vessel / Navire auxiliaire des Forces canadiennes (Buque auxiliar de las fuerzas canadienses) |
| Canadá                                                    | Guardia Costera de Canadá | CCGS/NGCC                                                                                                | Canadian Coast Guard Ship / Navire de Garde côtière canadienne (Buque de la Guardia Costera Canadiense) |
| Canadá                                                    | Guardia Costera de Canadá | CCGC/CGCC                                                                                                | Canadian Coast Guard Cutter / Cotre de Garde côtière canadienne (en desuso) |
| Canadá                                                    | Department of Fisheries and Oceans, Department of Transport, y departamentos predecesores. | CGS | Canadian Government Ship (en desuso) |
| Canadá                                                    | Department of Fisheries and Oceans, Department of Transport, y departamentos predecesores. | CSS | Canadian Survey Ship (en desuso) |
| Canadá                                                    | Department of Fisheries and Oceans, Department of Transport, y departamentos predecesores. | DGS | Dominion Government Ship (en desuso) |
| Canadá                                                    | Royal Canadian Sea Cadets | SCTS/NECM                                                                                                | Sea Cadet Training Ship / Navire école des cadets de la Marine. Buque escuela de cadetes de Marina. |
| China                                                     | Armada del Ejército Popular de Liberación | — | No utiliza prefijo oficial; algunos autores utilizan CNS (Chinese Navy Ship) o PLANS (People's Liberation Army Navy Ship) |
| Colombia                                                  | Armada de la República de Colombia | ARC | Armada de la República de Colombia |
| Islas Cook                                                | Policía de las Islas Cook | CIPPB | Cook Islands Police Patrol Boat (Buque patrullero de la policía de las Islas Cook) |
| Corea del Norte                                           | Marina Popular de Corea | — | (actualmente desconocido) |
| Imperio de Corea                                          | Armada Imperial de Corea | KIS | Korean Imperial Ship (Buque imperial coreano) |
| Corea del Sur                                             | Armada de la República de Corea | ROKS | Republic of Korea Ship (Buque de la República de Corea) |
| Dinamarca                                                 | Real Armada de Dinamarca | HDMS (Danés: KDM)                                                                                        | His/Her Danish Majesty's Ship (danés: Kongelige Danske Marine) |
| Ecuador                                                   | Armada del Ecuador | BAE | Buque de la Armada de Ecuador |
| Estonia                                                   | Armada de Estonia | ENS (estonio: EML)                                                                                       | Estonian Naval Ship (designación OTAN) |
| Estonia                                                   | Guardacostas de Estonia | ECGS | Estonian Coast Guard Ship (designación OTAN) |
| España                                                    | Armada Española | SNS | Spanish Navy Ship (prefijo OTAN. España no utiliza este prefijo. ESPS o SPS, también prefijos OTAN, están desfasados) |
| Estados Confederados                                      | Armada de los Estados Confederados | CSS | Confederate States Ship (Buque de los Estados Confederados) |
| Estados Unidos                                            | Fuerza aérea de los Estados Unidos | USAF, USAFS                                                                                              | United States Air Force Ship, Buque de la Fuerza Aérea de Estados Unidos (en desuso) |
| Estados Unidos                                            | Ejército de los Estados Unidos (moderno) | USAS | United States Army Ship. Buque del Ejército de los Estados Unidos (moderno) |
| Estados Unidos                                            | Ejército de los Estados Unidos (moderno) | USAV | United States Army Vessel. Navío del Ejército de los Estados Unidos (moderno) |
| Estados Unidos                                            | Ejército de los Estados Unidos (histórico) | | |
| Estados Unidos                                            | USAT | United States Army Transport. Transporte (tropas o carga) del Ejército de los Estados Unidos (en desuso) | |
| Estados Unidos                                            | USAMP | U.S. Army Mine Planter. Minador del Ejército de los Estados Unidos (en desuso)                           | |
| Estados Unidos                                            | USAJMP | U.S. Army Junior Mine Planter. Minador pequeño del Ejército de los Estados Unidos (en desuso)            | |
| Estados Unidos                                            | U.S. Army | Buques no designados de otra manera: remolcadores, cargueros, Q, P, etc. (en desuso)                     | |
| Estados Unidos                                            | USAHS | United States Army Hospital Ship Buque Hospital del Ejército de los Estados Unidos (en desuso)           | |
| Estados Unidos                                            | United States Navy | USF | United States Frigate (obsoleto) |
| Estados Unidos                                            | United States Navy | USFS | United States Flagship (obsoleto) |
| Estados Unidos                                            | United States Navy | USS | United States Ship – Sólo buques en servicio. |
| Estados Unidos                                            | United States Navy | USNV | United States Naval Vessel (Embarcaciones utilitarias pequeñas no operadas por comandos locales) |
| Estados Unidos                                            | Comando de Transporte Marítimo Militar de la Marina de los EE. UU. (MSC) | USNS | United States Naval Ship (propiedad de la USN, tripulación civil) |
| Estados Unidos                                            | Guardia Costera de Estados Unidos | USCGC | United States Coast Guard Cutter. Cúter de la Guardia Costera de Estados Unidos |
| Estados Unidos                                            | Guardia Costera de Estados Unidos | USCGD | United States Coast Guard Destroyer. Destructor de la Guardia Costera de Estados Unidos (actualmente en desuso) |
| Estados Unidos                                            | Administración Nacional Oceánica y Atmosférica | NOAAS | Buque de la Administración Nacional Oceánica y Atmosférica |
| Estados Unidos                                            | Estudio geodésico y costero de Estados Unidos | USC&GS                                                                                                   | Estudio geodésico y costero de Estados Unidos (obsoleto); ocasionalmente se añade una segunda "S" por "barco de investigación". |
| Estados Unidos                                            | Comisión de Pesca de los Estados Unidos | USFC | United States Fish Commission (obsoleto); nombre informal de uso común para la Comisión; no se utiliza una segunda "S" para "barco". |
| Estados Unidos                                            | Oficina de Pesca de los Estados Unidos | USFS | United States Fisheries Service (obsoleto); nombre informal alternativo para la Oficina; no se usó "S" para "barco". |
| Estados Unidos                                            | Servicio de Pesca y Vida Silvestre de los Estados Unidos | US FWS                                                                                                   | United States Fish and Wildlife Service; no se utiliza "S" para indicar "barco" |
| Estados Unidos                                            | Servicio de faros de Estados Unidos | USLHT | United States Lighthouse Tender (obsoleto) |
| Estados Unidos                                            | Servicio de aduanas de Estados Unidos (1790–1894)/ Servicio naval de aduanas de Estados Unidos (1894-1915)                                                                                            | USRC | United States Revenue Cutter (obsoleto) |
| Fiyi                                                      | Armada de la República de Fiyi | RFNS | Republic of Fiji Naval Ship |
| Finlandia                                                 | Armada Finlandesa | FNS | Finnish Navy Ship (Barco de la Armada finlandesa. No se utiliza prefijo en las comunicaciones en finés.) |
| Francia                                                   | Marina Nacional francesa | OF | Okręt Francuski (polaco: buque francés); utilizado entre 1940–41 por el destructor francés Ouragan. |
| Francia                                                   | Marina Nacional francesa | FS | French Ship (Designación OTAN); Francia no utiliza este prefijo internamente. |
| Grecia                                                    | Armada Real de Grecia | ΒΠ (VP)                                                                                                  | Βασιλικόν Πλοίον (Vassilikón Ploíon), "Buque real"; RHNS (Royal Hellenic Navy Ship) o HHMS (His Hellenic Majesty's Ship) es utilizado por algunos escritores en lengua inglesa y por armadas contemporáneas.                                   |
| Grecia                                                    | Armada Griega | HS | Hellenic Ship: Designación OTAN, utilizada en comunicaciones internacionales. Internamente, Grecia utiliza prefijos que designan el tipo de buque.                                                                                             |
| Guyana                                                    | Guardacostas de Guyana | GDFS | Guyanese Defence Forces Ship |
| Reino de Hawái                                            | Armada de Hawái | HHMS | His Hawaiian Majesty's Ship; el único buque que lo portó fue el Kaimiloa |
| Islandia                                                  | Guardacostas de Islandia | ICGV (islandés: VS)                                                                                      | Icelandic Coast Guard Vessel (islandés: Varðskip) |
| India                                                     | Guardacostas de India | ICGS | Indian Coast Guard Ship |
| India                                                     | Armada India | INS | Indian Naval Ship |
| Indonesia                                                 | Armada de Indonesia | KRI | Kapal Republik Indonesia (Buque de la República de Indonesia) |
| Indonesia                                                 | Armada de Indonesia | KAL | Kapal Angkatan Laut (Buques militares). Para embarcaciones más pequeñas de menos de 36 m de eslora y fabricadas con fibra de vidrio. |
| Indonesia                                                 | República de Indonesia | KL | Kapal Layar (buques a vela) |
| Indonesia                                                 | República de Indonesia | KM | Kapal Motor (buques a motor) |
| Indonesia                                                 | República de Indonesia | KN | Kapal Negara (buque de estado) |
| Irán                                                      | Armada Imperial Iraní (1932–1979) | IIS | Imperial Iranian Ship (en persa: ناو شاهنشاهی ایران‎) |
| Irán                                                      | Armada de la República Islámica de Irán (desde 1979) | IRIS | Islamic Republic of Iran Ship (en persa: ناو جمهوری اسلامی ایران‎) |
| Irlanda                                                   | Servicio Naval Irlandés | LÉ | Long Éireannach – Buque Irlandés |
| Irlanda                                                   | Asignados a servicio de faros | ILV | Irish Lights Vessel (Buque nodriza para faros) |
| Israel                                                    | Marina de Israel | INS | Israeli Naval Ship (Internamente, en hebreo utilizan אח"י (A.Ch.Y.) acrónimo de אניית חיל הים (Oniyat Heyl HaYam – Buque del cuerpo marítimo)                                                                                                  |
| (hasta 1946)                                              | Regia Marina | RN | Regia Nave – Buque real (utilizado por algunos autores. La Regia Marina no utilizaba acrónimos navales) |
| (hasta 1946)                                              | Regia Marina | R.Smg.                                                                                                   | Regio Sommergibile – Submarino real (utilizado por algunos autores. La Regia Marina no utilizaba acrónimos navales) |
| Italia                                                    | Marina Militare | ITS | Italian Ship (Designación OTAN); Italia no usa este prefijo internamente. |
| Jamaica                                                   | Fuerzas de Defensa de Jamaica | HMJS | His/Her Majesty's Jamaican Ship (Buque Jamaicano de Su Majestad) |
| Imperio del Japón                                         | Armada Imperial Japonesa | — | (No utilizaba prefijos en sus buques; algunos autores en lengua inglesa utilzan HIJMS para His Imperial Japanese Majesty's Ship (para buques) o His Imperial Japanese Majesty's Submarine (para submarinos) o IJN para Imperial Japanese Navy) |
| Japón                                                     | Fuerza Marítima de Autodefensa de Japón | JDS o JS                                                                                                 | Aunque la Fuerza Marítima de Autodefensa no utiliza prefijos en sus buques, en ocasiones y fuera de Japón se les identifica como Japanese Defense Ship o Japanese Ship (Buque de defensa de Japón o buque japonés).                            |
| Kenia                                                     | Armada de Kenia | KNS | Kenyan Naval Ship (Buque de la Armada de Kenia) |
| Kiribati                                                  | Fuerza policial de Kiribati | RKS | Republic of Kiribati Ship (Buque de la república de Kiribati) |
| Kuwait                                                    | Fuerza naval de Kuwait | KNS | Kuwait Navy Ship (buque de la armada de Kuwait) |
| Letonia                                                   | Armada de Letonia | LVNS | Latvian Naval Ship (Designación OTAN, Letonia no utiliza este acrónimo internamente) |
| Lituania                                                  | Armada de Lituania | LKL (inglés: LNS)                                                                                        | Lietuvos Karinis Laivas – Buque militar lituano. Lithuanian Naval Ship (Designación OTAN) |
| Malasia                                                   | Real Armada de Malasia | KD | Kapal Di-Raja – Buque Real. |
| Malasia                                                   | Real Armada de Malasia | KLD | Kapal Layar Di-Raja - Velero real. (Utilizado por el KLD Tunas Samudera) |
| Malasia                                                   | Agencia de Control Marítimo de Malasia | KM | Kapal Maritim – Buque marítimo |
| Islas Marshall                                            | Policía de las islas Marshall | RMIS | Buque de la república de las islas Marshall |
| Micronesia                                                | Policía nacional de la FSM | FSM | Estados Federados de Micronesia |
| México                                                    | Armada de México | ARM | Armada de la República Mexicana |
| Birmania                                                  | Tatmadaw Yay | UMS | Myanma Sit Yay Yin – Buque de la Unión de Myanmar |
| Namibia                                                   | Armada de Namibia | NS | Namibian Ship (Buque namibio) |
| Países Bajos                                              | Armada Real de los Países Bajos | HNLMS (neerlandés: Zr.Ms./Hr.Ms.)                                                                        | Holandés: Zijner/Harer Majesteits (Buque de Su Majestad) |
| Nueva Zelanda                                             | Armada Real Neozelandesa | HMNZS | Buque neozelandés de Su Majestad |
| Nigeria                                                   | Armada de Nigeria | NNS | Nigerian Naval Ship (Buque naval nigeriano) |
| Noruega                                                   | Armada Real de Noruega | KNM en uso desde 1946                                                                                    | Kongelige Norske Marine. Buque noruego de Su Majestad |
| Noruega                                                   | Guardacostqas de Noruega | KV | Kystvakten Guardacostas |
| Omán                                                      | Armada Real de Omán | SNV | Buque naval del sultanato |
| Pakistán                                                  | Armada de Pakistán | PNS | Buque naval de Pakistán |
| Palaos                                                    | Policía de Palaos | PSS | Buque de estado de Palaos |
| Papúa Nueva Guinea                                        | Fuerzas de Defensa de Papúa-Nueva Guinea | HMPNGS                                                                                                   | His/Her Majesty's Papua New Guinea Ship (Buque de Su Majestad de Papúa-Nueva Guinea) |
| Perú                                                      | Marina de Guerra del Perú | BAP | Buque Armada Peruana, desde 1921 |
| Perú                                                      | Marina de Guerra del Perú | BIC | Buque de Investigación Científica |
| Filipinas                                                 | Armada filipina | BRP | Barko ng Republika ng Pilipinas; en uso desde el 1 de julio de 1980 (Buque de la república de Filipinas) |
| Filipinas                                                 | Armada filipina | RPS | Republic of the Philippines Ship (obsoleto); anterior al 1 de julio de 1980 |
| Polonia                                                   | Armada de la República de Polonia | ORP | Okręt Rzeczypospolitej Polskiej (Buque de guerra de la república de Polonia) |
| Portugal                                                  | Marina portuguesa | NRP | Navio da República Portuguesa – Buque de la República Portuguesa |
| Portugal                                                  | Marina portuguesa | PNS | Portuguese Navy Ship (código OTAN, no utilizado por Portugal) |
| Portugal                                                  | Marina portuguesa | UAM | Unidade Auxiliar da Marinha – Unidad naval auxiliar (utilizado por buques no militares de la Marina Portuguesa) |
| Reino Unido                                               | Buques de transporte de correos | RMS | Royal Mail Steamer/Ship |
| Reino Unido                                               | Buque de telégrafos | HMTV | His/Her Majesty's Telegraph Vessel |
| Reino Unido                                               | Buque a motor | MS | Motor Ship. Buques de crucero como el MS Queen Elizabeth, que no transportaban correo |
| Reino Unido                                               | Buques de protección pesquera | FPV | Fisheries Protection Vessel |
| Reino Unido                                               | Real Fuerza Aérea británica | HMAFV | His/Her Majesty's Air Force Vessel (Buque de la Fuerza Aérea de Su Majestad); no en uso actualmente. |
| Reino Unido                                               | Real Flota Auxiliar | RFA | Royal Fleet Auxiliary |
| Reino Unido                                               | Royal Maritime Auxiliary Service | RMAS | Royal Maritime Auxiliary Ship (obsoleto) |
| Reino Unido                                               | Royal Naval Auxiliary Service | XSV | Auxiliary Service Vessel (obsoleto) |
| Reino Unido                                               | Royal Navy | HM Sloop                                                                                                 | His/Her Majesty's Sloop (obsoleto) |
| Reino Unido                                               | Royal Navy | HMS | His/Her Majesty's Ship/Submarine |
| Reino Unido                                               | Royal Navy | HMSm | His/Her Majesty's Submarine Submarino de su Majestad (en desuso) |
| Reino Unido                                               | Royal Navy | HMT | Hired Military Transport, Transporte militar contratado (actualmente en desuso) |
| Reino Unido                                               | Royal Navy | HMAV | His/Her Majesty's Armed Vessel, Buque armado de su majestad (actualmente en desuso) |
| Reino Unido                                               | Royal Navy | HMY | His/Her Majesty's Yacht. Yate de su Majestad (actualmente en desuso) |
| Reino Unido                                               | Royal Navy | HMMGB | His/Her Majesty's Motor Gun Boat Cañonero a motor de Su Majestad (en desuso) |
| Reino Unido                                               | Royal Navy | HMM | His/Her Majesty's Monitor, Monitor de su Majestad (en desuso) |
| Reino Unido                                               | Royal Navy | HMSML | His/Her Majesty's Small Motor Launch lancha a motor de Su Majestad |
| Reino Unido                                               | Royal Navy | HBMS | His/Her Britannic Majesty's Ship. Buque de Su Majestad Británica (arcaico) |
| Reino Unido                                               | Royal Navy | HM | His/Her Majesty's, Su Majestad (se utiliza añadiendo después la tipología del buque, por ejmplo "HM Trawler" o "HM Rescue Tug") |
| Reino Unido                                               | Buque hospital | HMHS | His/Her Majesty's Hospital Ship. Buque hospital de Su Majestad |
| Reino Unido                                               | Yates de formación de vela de servicios conjuntos (JSASTC) | HMSTC | His/Her Majesty's Sail Training Craft. Nave de entrenamiento de vela de Su Majestad |
| Reino Unido                                               | Trinity House | THV | Trinity House Vessel (buques faro y tiendeboyas) |
| Reino Unido                                               | Northern Lighthouse Board | NLV | Northern Lighthouse Vessel (buques de servicio a faros) |
| Reino Unido                                               | Comisión de faros irlandeses | ILV | Irish Lights Vessel (buques de servicio a faros) |
| Reino Unido                                               | Ejército Británico | HMAV | Her Majesty's Army Vessel (Buque del Ejército de Su Majestad) |
| Reino Unido                                               | Ejército Británico | RCLV | Royal Corps of Logistics Vessel (en desuso) |
| Reino Unido                                               | Barcos de investigación gubernamentales | RRS | Royal Research Ship (Buque de investigación real) |
| Reino Unido                                               | Aduanas/Fronteras | HMCC, HMC                                                                                                | Los His/Her Majesty's Customs Cutter pasaron a ser His/Her Majesty's Cutter tras ser transferidos a la fuerza fronteriza. |
| Reino Unido                                               | HM Aduanas e Impuestos especiales (reemplazada por HMRC) | HMRC | His/Her Majesty's Revenue Cutter (no utilizado desde el 18 de abril de 2005). También His/Her Majesty's Revenue Cruiser (como el HMRC Vigilant 1947; no se utiliza desde 1960)                                                                 |
| Rumania                                                   | Fuerzas Navales de Rumania | NMS | Nava Majestăţii Sale (Buque de Su Majestad) – hasta 1945 por la armada real de Rumanía |
| Rumania                                                   | Fuerzas Navales de Rumania | SMR | Serviciul Maritim Român (Servicio naval rumano) – utilizado por buques de transporte |
| Rumania                                                   | Fuerzas Navales de Rumania | ROS | Romanian Ship (Designación OTAN, no utilizado internamente) |
| Imperio ruso                                              | Armada Imperial Rusa | | No utilizaba prefijos oficiales, algunos autores británicos utilizaban HIRMS para His Imperial Russian Majesty's Ship (Buque ruso de su majestad imperial)                                                                                     |
| Rusia                                                     | Armada de Rusia | — | No utiliza prefijos oficiales; algunos autores utilizan RFS (Russian Federation Ship, del ruso: Корабль Российской Федерации) (Buque de la federación rusa).                                                                                   |
| Arabia Saudita                                            | Real Armada Saudita | HMS | His Majesty Ship (Buque de Su Majestad, al igual que la Royal Navy) |
| Singapur                                                  | Armada de la República de Singapur | RSS | Republic of Singapore Ship (Buque de la República de Singapur) |
| Islas Salomón                                             | Policía real de las Islas Salomón | RSIPV | Buque de la policía real de las islas Salomón |
| Sudáfrica                                                 | Armada de Sudáfrica | SAS | South African Ship/Suid-Afrikaanse Skip (anteriormente HMSAS – Buque sudafricano de Su Majestad) |
| Sudáfrica                                                 | Armada de Sudáfrica | SATS | Buque de entrenamiento de Sudáfrica |
| Unión Soviética                                           | Armada Soviética | — | No utilizaba prefijos oficiales; algunos autores angloparlantes utilizaban "USSRS" para buque de la Unión de Repúblicas Socialistas Soviéticas.                                                                                                |
| Sri Lanka                                                 | Armada de Sri Lanka | SLNS | Buque naval de Sri Lanka |
| Suecia                                                    | Armada de Suecia | HMS (English: HSwMS)                                                                                     | Hans/Hennes Majestäts Skepp (buque de Su Majestad) – Los autores ingleses suelen utilizar HSwMS (Buque sueco de Su Majestad) para evitar confusiones con los buques de la Royal Navy.                                                          |
| Suecia                                                    | Guardacostas de Suecia | KBV | Kustbevakningen (Guardacostas) |
| República de China                                        | Armada de la República de China | ROCS (Anteriormente utilizaba: CNS)                                                                      | Republic of China Ship. Buque de la República de China (Antiguamente utilizaba: Buque naval chino); Nota: República de China es el nombre oficial de Taiwán.                                                                                   |
| Tailandia                                                 | Real Armada Tailandesa | HTMS | Buque Tailandés de Su Majestad |
| Timor Oriental                                            | Fuerzas de Defensa de Timor Oriental | NRTL | Navio da República de Timor Leste (Buque de la República de Timor Oriental) |
| Tonga                                                     | Servicio de Defensa de Tonga | VOEA | Vaka O Ene Afio (Buque de Su Majestad) |
| Turquía                                                   | Armada de Turquía | TCG | Türkiye Cumhuriyeti Gemisi. Buque de la república de Turquía |
| Tuvalu                                                    | Tuvalu | HMTSS | Buque de Tuvalu de Su Majestad |
| Trinidad y Tobago                                         | Fuerzas de defensa de Trinidad y Tobago | TTS | Trinidad and Tobago Ship (Buque de Trinidad y Tobago) |
| Uruguay                                                   | Armada Nacional del Uruguay | ROU | República Oriental del Uruguay |
| Vanuatu                                                   | Fuerza Policial de Vanuatu | RVS | Republic of Vanuatu Ship |
| Venezuela                                                 | Armada Bolivariana | FNV | Fuerzas Navales de Venezuela (en desuso desde 1949) |
| Venezuela                                                 | Armada Bolivariana | ARV | Armada de la República de Venezuela (en desuso desde 1999) |
| Venezuela                                                 | Armada Bolivariana | ARBV | Armada de la República Bolivariana de Venezuela |
| Vietnam                                                   | Armada Popular de Vietnam | VPNS | Vietnam People's Navy Ship. Buque de la armada popular de Vietnam |
| Vietnam del Sur                                           | Armada de la República de Vietnam | RVNS | Republic of Vietnam Navy Ship. Buque de la República de Vietnam (obsoleto) |
| Reino de Yugoslavia                                       | Armada Real Yugoslava | KB | Kraljevski brod o Краљевски брод (buque real), 1918–1941 |
| RFS de Yugoslavia R. F. de Yugoslavia Serbia y Montenegro | Jugoslovenska Ratna Mornarica JRM (Buque de guerra yugoslavo) Armada de Yugoslavia 1969–1992 Ratna Mornarica Vojske Jugoslavije RМVЈ (Buque de guerra de las fuerzas armadas de Yugoslavia) 1992–2003 | RTOP | Raketna Topovnjača o Ракетна Топовњача (Buque lanzacohetes), nombrados por los héroes de los pueblos de Yugoslavia. |
| RFS de Yugoslavia R. F. de Yugoslavia Serbia y Montenegro | Jugoslovenska Ratna Mornarica JRM (Buque de guerra yugoslavo) Armada de Yugoslavia 1969–1992 Ratna Mornarica Vojske Jugoslavije RМVЈ (Buque de guerra de las fuerzas armadas de Yugoslavia) 1992–2003 | RČ | Raketni Čamac o Ракетни Чамац (Buque lanzacohetes), 1969–1992, nombrados por los héroes de los pueblos de Yugoslavia. |
| RFS de Yugoslavia R. F. de Yugoslavia Serbia y Montenegro | Jugoslovenska Ratna Mornarica JRM (Buque de guerra yugoslavo) Armada de Yugoslavia 1969–1992 Ratna Mornarica Vojske Jugoslavije RМVЈ (Buque de guerra de las fuerzas armadas de Yugoslavia) 1992–2003 | VPBR | Veliki Patrolni Brod o Велики Патролни Брод (Grandes patrulleros), 1969–1992; con nombres de localidades costeras de Yugoslavia. |
| RFS de Yugoslavia R. F. de Yugoslavia Serbia y Montenegro | Jugoslovenska Ratna Mornarica JRM (Buque de guerra yugoslavo) Armada de Yugoslavia 1969–1992 Ratna Mornarica Vojske Jugoslavije RМVЈ (Buque de guerra de las fuerzas armadas de Yugoslavia) 1992–2003 | TČ | Torpedni Čamac o Торпедни Чамац (torpedero), 1969–1992 |
| RFS de Yugoslavia R. F. de Yugoslavia Serbia y Montenegro | Jugoslovenska Ratna Mornarica JRM (Buque de guerra yugoslavo) Armada de Yugoslavia 1969–1992 Ratna Mornarica Vojske Jugoslavije RМVЈ (Buque de guerra de las fuerzas armadas de Yugoslavia) 1992–2003 | PČ | Patrolni Čamac o Патролни Чамац (patrulleros), 1969–1992, con nombres de montañas |
| RFS de Yugoslavia R. F. de Yugoslavia Serbia y Montenegro | Jugoslovenska Ratna Mornarica JRM (Buque de guerra yugoslavo) Armada de Yugoslavia 1969–1992 Ratna Mornarica Vojske Jugoslavije RМVЈ (Buque de guerra de las fuerzas armadas de Yugoslavia) 1992–2003 | PO | Pomoćni Oružar o Помоћни Оружар (auxiliares), 1969–1992 |
| RFS de Yugoslavia R. F. de Yugoslavia Serbia y Montenegro | Jugoslovenska Ratna Mornarica JRM (Buque de guerra yugoslavo) Armada de Yugoslavia 1969–1992 Ratna Mornarica Vojske Jugoslavije RМVЈ (Buque de guerra de las fuerzas armadas de Yugoslavia) 1992–2003 | RML | Rečni Minolovac o Речни миноловац (minador fluvial), 1969–1992, con nombres de batallas de la SGM. |
| RFS de Yugoslavia R. F. de Yugoslavia Serbia y Montenegro | Jugoslovenska Ratna Mornarica JRM (Buque de guerra yugoslavo) Armada de Yugoslavia 1969–1992 Ratna Mornarica Vojske Jugoslavije RМVЈ (Buque de guerra de las fuerzas armadas de Yugoslavia) 1992–2003 | RPB | Rečni patrolni brod o Речни патролни брод (patrulleros fluviales), 1969–1992 |
| RFS de Yugoslavia R. F. de Yugoslavia Serbia y Montenegro | Jugoslovenska Ratna Mornarica JRM (Buque de guerra yugoslavo) Armada de Yugoslavia 1969–1992 Ratna Mornarica Vojske Jugoslavije RМVЈ (Buque de guerra de las fuerzas armadas de Yugoslavia) 1992–2003 | P | Podmornica o Подморница (submarino), 1969–1992, con nombres de ríos o cualidades humanas. |
| RFS de Yugoslavia R. F. de Yugoslavia Serbia y Montenegro | Jugoslovenska Ratna Mornarica JRM (Buque de guerra yugoslavo) Armada de Yugoslavia 1969–1992 Ratna Mornarica Vojske Jugoslavije RМVЈ (Buque de guerra de las fuerzas armadas de Yugoslavia) 1992–2003 | RЕ | Razarač Eskortni o Разарач Ескортни (destructor de escolta), 1969–1992 |
| RFS de Yugoslavia R. F. de Yugoslavia Serbia y Montenegro | Jugoslovenska Ratna Mornarica JRM (Buque de guerra yugoslavo) Armada de Yugoslavia 1969–1992 Ratna Mornarica Vojske Jugoslavije RМVЈ (Buque de guerra de las fuerzas armadas de Yugoslavia) 1992–2003 | PT | Pomoćni transportni o Помоћни транспортни (transporte auxiliar), 1969–1992 |
| RFS de Yugoslavia R. F. de Yugoslavia Serbia y Montenegro | Jugoslovenska Ratna Mornarica JRM (Buque de guerra yugoslavo) Armada de Yugoslavia 1969–1992 Ratna Mornarica Vojske Jugoslavije RМVЈ (Buque de guerra de las fuerzas armadas de Yugoslavia) 1992–2003 | DČ | Desantni čamci o Десантни чамци (buque de desembarco), 1969–1992 |

## Convenciones sobre los prefijos
Las designaciones para los buques del Reino Unido se comenzaron a aplicar durante el Imperio Británico, antes del establecimiento de armadas separadas para los distintos territorios.
En la Armada real de los Países Bajos, se suele utilizar en inglés, "HNLMS" una traducción desde el original en holandés "Hr.Ms." o "Zr.Ms.". En la armada de los Países Bajos, hasta el momento en que el buque no entra en servicio, ha de escribirse sin el prefijo Desde que el rey Guillermo sucedió a su madre Beatriz el 30 de abril de 2013, "Hr.Ms." fue reemplazado por "Zr.Ms.".
En Australia, el prefijo NUSHIP es utilizado para hacer notar que el buque aún no ha entrado en servicio en la flota.
En los Estados Unidos todos los prefijos que no sean "USS", "USNS", "USNV" y "USRC" quedaron obsoletos en 1901, cuando el presidente Theodore Roosevelt emitió una orden ejecutiva que fijó la nomenclatura naval estadounidense. El acrónimo USRC fue reemplazado por USCGC cuando el Revenue Cutter Service fue fusionado con el United States Lifesaving Service para convertirse en la Guardia Costera de Estados Unidos en 1915. El acrónimo USLHT también fue reemplazado por USCGC cuando el Servicio de faros de los Estados Unidos pasó a formar parte de la Guardia Costera de Estados Unidos en 1939. El acrónimo naval USC&GS fue reemplazado por NOAAS cuando el Estudio geodésico y costero de Estados Unidos fue fusionada con otras agencias científicas del gobierno de los estados unidos para formar la Oficina Nacional de Administración Oceánica y Atmosférica (NOAA) en 1970. cuando la Comisión de Pesca de los Estados Unidos se reorganizó como Oficina de Pesca de los Estados Unidos en 1903, y el esta a su vez fue reemplazado en 1940 por el FWS de los Estados Unidos cuando la Oficina de Pesca se fusionó con la División de Estudios Biológicos del Departamento del Interior de los Estados Unidos para forman el Servicio de Pesca y Vida Silvestre del Departamento del Interior (que en 1956 se reorganizó como Servicio de Pesca y Vida Silvestre de los Estados Unidos). Los buques del Servicio de Pesca y Vida Silvestre con el prefijo US FWS que fueron transferidos a NOAA en 1970 pasaron a utilizar el prefijo NOAAS.

Un barco de la Armada de los Estados Unidos que no está en servicio activo no utiliza el prefijo, sino que utiliza el nombre sin prefijo antes y después de su servicio., as embarcaciones, como las embarcaciones de astillero y portuario, que no están en servicio y "en servicio", se denominan oficialmente por su nombre o número de casco sin prefijo. Antes de la puesta en servicio, los barcos pueden describirse como una pre-commissioning unit o PCU; por ejemplo, antes de entrar en servicio, el  Gerald R. Ford (CVN-78) ha sido descrito en ocasiones como el "pre-commissioning unit (PCU) Gerald R. Ford." Sin embargo, el nombre oficial de la embarcación es "Gerald R. Ford" sin ningún prefijo, y se conocerá en la Armada como USS "Gerald R. Ford" una vez que entre en servicio. Los buques civiles tripulados del Comando de Transporte Marítimo Militar (MSC) "en servicio" reciben el prefijo United States Naval Ship (USNS).
Cuando se elimina un buque de la lista de la flota, normalmente se le añade el prefijo "ex-" a su nombre, para distinguirlo de cualquier barco activo que lleve el mismo nombre. Por ejemplo, después de que USS Constellation (CV-64) fuera retirado en 2003, en la Armada se refieren a él como el ex-Constellation .

## En la Ciencia Ficción
Los equivalentes ficticios de los prefijos de tres letras aparecen con frecuencia en las obras de ciencia ficción en inglés, aplicadas tanto a las naves marítimas como a las espaciales.
- Star Trek – la Federación Unida de Planetas utiliza el prefijo "USS" para sus naves espaciales. Aunque Gene Roddenberry nunca definió lo que significaba la abreviatura, algunos especulan que significa United Space Ship, United Star Ship, o United Starfleet Starship/Ship. Como alternativa, en el universo espejo, El Imperio Terrano utiliza el prefijo "ISS". Otras especies utilizan distintos prefijos en sus naves:
  - Los Klingons usan "IKS" (Imperial Klingon Ship) o "IKC" (Imperial Klingon Cruiser).
  - Los Romulanos utilizan el prefijo IRW (Imperial Romulan Warbird), o RIS que se especula significa Romulan Imperial Ship, y ChR. (ChR proviene de la imaginación de la novelista Diane Duane del Universo Star Trek, en el que los romulanos se refieren a su planeta natal como Ch'Rihan. Aunque la versión de Duane tiene seguidores leales entre muchos fanáticos, no se considera canon oficial Star Trek; de manera similar, la designación Ferengi de FMS y la Cardasiana CDS tampoco son canon.)
- Star Wars – El Imperio Galáctico en ocasiones utiliza en sus naves ISD para Imperial Star Destroyer.
- Alien – Las naves espaciales Nostromo, Prometheus y Covenant utilizan el prefijo  "USCSS" para "United States Cargo SpaceShip".
- The Expanse – Las naves de las Naciones Unidas utilizan el prefijo "UNN," mientras que los barcos de la Armada de la República del Congreso de Marte tienen el prefijo "MCRN". El Nauvoo, una nave de generación encargada por la Iglesia de los Santos de los Últimos Días, tenía el prefijo "LDSS" para Latter Day Saints' Ship, y luego se cambió a "OPAS" y se rebautizó como "OPAS Behemoth" que representa los Alianza de planetas exteriores.
- The Orville— La Unión planetaria utiliza en sus naves el prefijo "USS", presumiblemente por "Union Space Ship" (en homenaje a Star Trek).
- Babylon 5— La alianza terrestre utiliza el prefijo EAS en sus naves militares (EAS siendo Earth Alliance Ship / Nave de la alianza terrestre).
- Halo— En Halo las naves humanas militares llevan el prefijo UNSC de "United Nations Space Command" (Mando Espacial de las Naciones Unidas)